# Marijan Gec
Marijan Gec, hrvatski pravnik i doktor politologije.
U ratu je bio logornik u Staroj Pazovi. Zabilježen kao ustaški stožernik za Veliku župu Vuku. Diplomirao na Ekonomskom i politološkom fakultetu u Madridu (1947. – 54.), gdje je doktorirao radom Criminales de querra en el derecho internacional. Disertacija je zanimljiva i danas s obzirom na optužbe za ratne zločine u Domovinskom ratu. Radio je u instituciji »Consejo superior…«
Ranih 1950-ih bio dio skupine hrvatskih emigrantskih intelektualaca koji su bili namještenici ili vanjski suradnici institucije »Consejo Superior de Investigaciones Cientificas« (Visoko vijeće za znanstvena istraživanja) u Madridu: sociolog Anton Wurster, encikopedist i slavist Pavao Tijan, muzikolog fra Branko Marić, enciklopedist dominikanac Hijacint Eterović, kemičar Gojko Kremenić, i bogoslov, pravnik, diplomat i rimokatolički svećenik Vladimir Vince, liječnik dr. Ivo Tuškan, povjesničar Pero Vukota, pjesnik i medijski teoretičar Luka Brajnović, ekonomist Pavao Berkeš, politolog Boris Široki, knjižničarka Nevenka Dragičević i mnogi drugi, koji su se i nakon odlaska iz Španjolske istaknuli u svojim zvanjima. U okviru te ustanove objavili su članke, knjige i doktorske disertacije.
Kad je 23. lipnja 1948. osnovana Zajednica Hrvata u Španjolskoj u franjevačkom samostanu San Francisco Grande u Madridu, Gec je izabran za dopredsjednika.